# Reinardt Janse van Rensburg
Reinardt Janse van Rensburg (* 3. Februar 1989 in Virginia) ist ein ehemaliger südafrikanischer Radrennfahrer.

## Sportliche Laufbahn
Als Junior wurde Reinardt Janse van Rensburg im Jahr 2007 südafrikanischer Vizemeister im Einzelzeitfahren. Im Alter von 20 Jahren sicherte er sich mit seinen Teamkollegen bei den Afrikameisterschaften 2009 den Titel im Mannschaftszeitfahren, ehe er zwei Tage später die Silbermedaille im Einzelzeitfahren holte und zugleich Meister der Klasse U23 wurde.
Im Jahr 2010 erhielt er einen Vertrag bei dem südafrikanischen UCI Continental Team MTN Energade, das später unter dem Namen MTN Qhubeka an den Start ging. Er gewann eine Etappe der Tour of Rwanda und wurde südafrikanischer Zeitfahrmeister der Klasse U23. Bei den Afrikameisterschaften belegte er im Einzelzeitfahren den zweiten Rang hinter Daniel Teklehaimanot. Im Jahr 2011 folgte jeweils ein Etappenerfolg bei der Tour du Maroc und Herald Sun Tour. Dazwischen ging er bei den Afrikaspielen an den Start und holte die Goldmedaille im Einzel- und Mannschaftszeitfahren, ehe er Dritter des Straßenrennens wurde. Am Ende der Saison folgten weitere Medaillen bei der Afrikameisterschaft.
In der Saison 2012 gelang ihm der internationale Durchbruch. Zunächst wurde der erstmals südafrikanischer Meister im Zeitfahren, ehe er die Gesamtwertung der Tour du Maroc, Tour de Bretagne und Ronde van Overijssel für sich entschied. Mit der Flèche du Sud, Tour de Gironde und Volta a Portugal nahm er in jenem Jahr drei weitere Rundfahrten in Angriff, wobei er sich jeweils in der Punktewertung durchsetzte. Neben insgesamt acht Etappensieg gewann er im Jahr 2012 auch die Eintagesrennen Circuit de Wallonie und Ronde van Zeeland.
Aufgrund seiner Leistungen erhielt Reinardt Janse van Rensburg im Jahr 2013 einen Vertrag bei dem UCI WorldTeam Argos-Shimano (später Giran-Shimano). Nach Platz zwei bei der Clásica de Almería bestritt er mit der Vuelta a España 2013 seine erste Grand Tour, die er auf dem 98. Gesamtrang beendete. Am Ende der Saison gewann er das belgische Eintagesrennen Binche–Chimay–Binche.
Nach einer sieglosen Saison wechselte Reinardt Janse van Rensburg mit dem Jahr 2015 zurück zum Team MTN Qhubeka das nun unter dem Status eines UCI Professional Continental Teams fuhr und ein Jahr später unter dem Namen Team Dimension Data zum UCI WorldTeam aufstieg. Aufgrund einer Wildcard bestritt Reinardt Janse van Rensburg im Jahr 2015 erstmals die Tour de France und beendete diese auf dem 96. Gesamtrang. Im Jahr 2016 gewann er die Gesamtwertung der Tour de Langkawi, ehe er Mark Cavendish als Anfahrer zu vier Tour-de-France-Etappensiegen verhalf. 2017 wurde er erstmals nationaler Meister im Straßenrennen.
Nach der Auflösung des Team Dimension Data, das in seinen letzten Jahren auch als NTT Pro Cycling und Team Qhubeka NextHash fuhr erhielt Reinardt Janse van Rensburg zunächst keinen Vertrag für das Jahr 2022. Im Februar wurde er im Alter von 33 Jahren zum zweiten Mal südafrikanischer Meister im Straßenrennen, ehe er bei den Afrikameisterschaften Platz zwei hinter Henok Mulubrhan belegte. Im Mai erhielt er einen Einjahresvertrag beim belgischen UCI WorldTeam Lotto Soudal, für das er die Tour de France in Diensten des Sprinters Caleb Ewan bestritt.
Im Jahr 2023 ging Reinardt Janse van Rensburg bei kleineren Rennen für den Club Denver Disruptors an den Start und gewann den nationalen Titel im Kriterium. Vier Tage später wurde er Zweiter im Straßenrennen.
Seine letzte Saison absolvierte er beim chinesischen UCI Continental Team China Glory-Mentech, ehe er seine Karriere im Alter von 35 Jahren beendete.

## Diverses
Reinardt Janse van Rensburg ist nicht verwandt mit dem Radrennfahrer Jacques Janse van Rensburg.

## Erfolge
2009
- Afrikameister – Einzelzeitfahren (U23), Mannschaftszeitfahren (mit Christoff van Heerden, Ian McLeod und Jay Robert Thomson)
- Afrikameisterschaft – Einzelzeitfahren

2010
- Südafrikanischer Meister – Einzelzeitfahren (U23)
- Afrikameisterschaft – Einzelzeitfahren, Einzelzeitfahren (U23), Mannschaftszeitfahren (mit Jason Bakke, Luthando Kaka und Gabriel Combrinck)
- eine Etappe Tour of Rwanda

2011
- eine Etappe Tour du Maroc
- Panafrikanische Spiele – Straßenrennen
- Panafrikanische Spiele – Einzelzeitfahren, Teamzeitfahren (mit Nolan Hoffman, Darren Lill und Jay Robert Thomson)
- eine Etappe Herald Sun Tour
- Afrikameisterschaft – Mannschaftszeitfahren (mit Herman Fouche, Louis Meintjes und Jacobus Venter)
- Afrikameisterschaft – Einzelzeitfahren

2012
- Südafrikanischer Meister – Einzelzeitfahren
- Gesamtwertung, vier Etappen und Punktewertung Tour du Maroc
- Gesamtwertung und eine Etappe Tour de Bretagne
- Gesamtwertung und Prolog Ronde van Overijssel
- Circuit de Wallonie
- Punktewertung Flèche du Sud
- Punktewertung Tour de Gironde
- Ronde van Zeeland Seaports
- zwei Etappen und Punktewertung Volta a Portugal

2013
- Binche–Tournai–Binche

2015
- Afrikameisterschaft – Mannschaftszeitfahren (mit Nicholas Dlamini, Louis Meintjes und Jay Robert Thomson)
- Afrikameisterschaft – Einzelzeitfahren

2016
- Gesamtwertung Tour de Langkawi

2017
- Südafrikanischer Meister – Straßenrennen

2022
- Südafrikanischer Meister – Straßenrennen

2023
- Südafrikanischer Meister – Kriterium

## Grand-Tour-Platzierungen
| Grand Tour            | 2013 | 2014 | 2015 | 2016 | 2017 | 2018 | 2019 | 2020 | 2021 | 2022 |
| --------------------- | ---- | ---- | ---- | ---- | ---- | ---- | ---- | ---- | ---- | ---- |
| Giro d’ItaliaGiro     | –    | –    | –    | –    | –    | –    | –    | –    | –    | –    |
| Tour de FranceTour    | –    | –    | 96   | 115  | 118  | 110  | 124  | –    | –    | 131  |
| Vuelta a EspañaVuelta | 98   | –    | –    | –    | –    | –    | –    | 103  | DNF  | –    |